# Quế Nham
Quế Nham là một xã thuộc huyện Tân Yên, tỉnh Bắc Giang, Việt Nam.
Xã Quế Nham có diện tích 10,51 km², dân số năm 1999 là 8490 người, mật độ dân số đạt 808 người/km².